# Zaleptus quadricornis
Zaleptus quadricornis is een hooiwagen uit de familie Sclerosomatidae.